# Teardrops on My Guitar
«Teardrops on My Guitar» —en español: «Lágrimas en Mi Guitarra»— es una canción de country pop, interpretada por la cantante y compositora Taylor Swift. La canción fue coescrita por Swift, junto con Liz Rose y producida por Nathan Chapman con la ayuda de Swift. «Teardrops on My Guitar» fue lanzada el 13 de febrero de 2007 por Big Machine Records, como el segundo sencillo del álbum de estudio del mismo nombre de Swift, Taylor Swift (2006). La canción fue incluida más adelante en el lanzamiento internacional de segundo álbum de estudio de Swift, Fearless (2008), y lanzado como el tercer sencillo del álbum en el Reino Unido. Fue inspirado por la experiencia de Swift con Drew Perlmutter, un compañero de clase de ella con quien tuvo sentimientos por él. Él estaba completamente consciente y continuamente habló de su novia a Swift, algo que ella fingió estar agradecida. Años más tarde, Perlmutter se presentó en casa de Swift, pero Swift lo rechazó. Musicalmente, la canción es suave y está guiado fundamentalmente por una suave guitarra acústica. Algunos críticos han cuestionado la clasificación de la canción como música country.
Los críticos recibieron la pista por lo general de manera positiva, elogiando su ejecución vocal de Swift y componer canciones de estilo. La canción es considerada como un sencillo de Swift de gran avance, ya que se extendió su popularidad en los Estados Unidos. «Teardrops on My Guitar» fue un éxito comercial, alcanzando el número 13 en la lista de Billboard Hot 100, convirtiéndose en el sencillo más gráfico de Taylor Swift. El sencillo fue certificado doble platino por la Recording Industry Association of America (RIAA). El vídeo musical fue dirigido por Trey Fanjoy y las características de Swift cuando ve su interés por desarrollar una relación de amor con otra mujer. El vídeo recibió una nominación para el MTV Video Music Award for Best New Artist, pero perdió frente a Tokio Hotel vídeo musical para «Ready, Set, Go!». La canción fue promovido a través de múltiples actuaciones en directo, mientras que el apoyo a algunos como acto de apertura de las giras de conciertos de varios artistas del país. Ella también interpretó «Teardrops on My Guitar» en su primera gira, Fearless Tour (2009-10).

## Vídeo musical

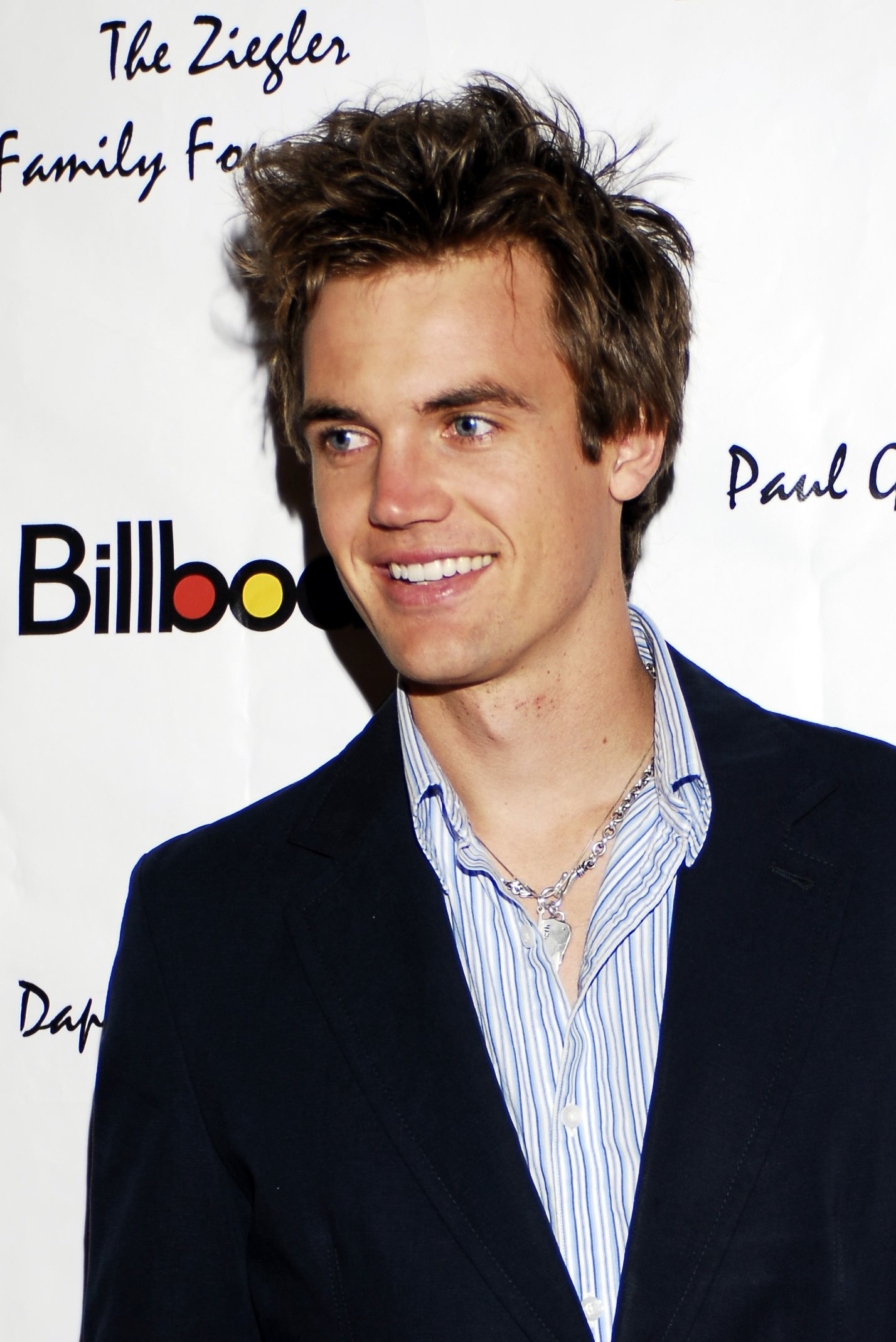
Tyler Hilton como Drew aparece en un bliblioteca riendo junto a Taylor.

El vídeo que acompaña a "Teardrops on My Guitar" fue dirigido por Trey Fanjoy.

## Actuaciones en directo

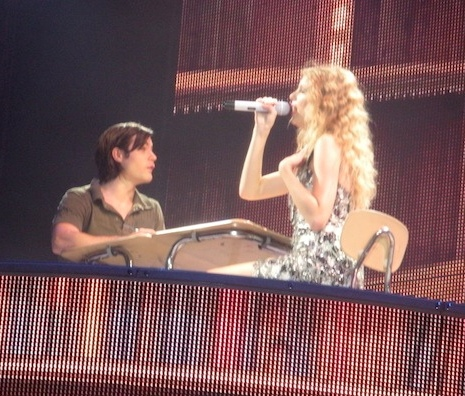
Swift interpretando "Teardrops on My Guitar" en Fearless Tour en 2010.

Ella interpretó "Teardrops on My Guitar" como acto de apertura de Rascal Flatts en distintas fechas, de 19 de octubre al 3 de noviembre de 2006, incluido en The Me and My Gang Tour (2006-07). Swift abrió el concierto con la canción y el vestido negro, largo hasta la rodilla vestido de vaquero y botas de color rojo con un diseño de algunos huesos scull y la cruz a través de ella, tocando una guitarra acústica. Ella también interpretó la canción cuando ella sirvió como acto de apertura de veinte fechas para George Strait 2007 tour en Estados Unidos, y las fechas seleccionadas para Brad Paisley Bonfires & Amplifiers Tour en 2007. A mediados de 2007, Swift contratado como el acto de apertura en varias fechas para Tim McGraw y Faith Hill tour conjunto, Soul2Soul II Tour (2006-07), donde interpretó otra vez "Teardrops on My Guitar". Swift interpretó la canción mientras ella estaba una vez más la apertura de Rascal Flatts para su Still Feels Good turística en 2008.

## Lista de canciones
- Sencillo en CD[8]

1. «Teardrops on My Guitar» (Versión álbum) – 3:36
2. «Teardrops on My Guitar» (Instrumental) – 3:36
3. «Teardrops on My Guitar» (Vídeo musical) - 3:50

- Remix Sencillo en CD[9]

1. «Teardrops on My Guitar» (Versión pop) – 2:59

- Europa Descarga digital EP[10]

1. «Teardrops on My Guitar» – 3:14
2. «Teardrops on My Guitar» (acústico) - 2:58
3. «Teardrops on My Guitar» ([Cahill Radio Edit) - 3:01

## Listas y certificaciones

### Posicionamiento
| Listas (2007–2008)                  | Posición |
| ----------------------------------- | -------- |
| Canadá (Canadian Hot 100)           | 45       |
| UK Singles Chart[cita requerida]    | 51       |
| Estados Unidos (Billboard Hot 100)  | 13       |
| Estados Unidos (Adult Contemporary) | 5        |
| Estados Unidos (Hot Country Songs)  | 2        |
| Estados Unidos (Mainstream Top 40)  | 7        |
| Estados Unidos (Adult Top 40)       | 6        |

| Listas (2007)     | Posición |
| ----------------- | -------- |
| Billboard Hot 100 | 89       |
| Hot Country Songs | 28       |
| Listas (2008)     | Posición |
| Billboard Hot 100 | 48       |

| País           | Certificación |
| -------------- | ------------- |
| Canadá         | Platino       |
| Estados Unidos | 2× Platino    |